# Baptisten auf Malta

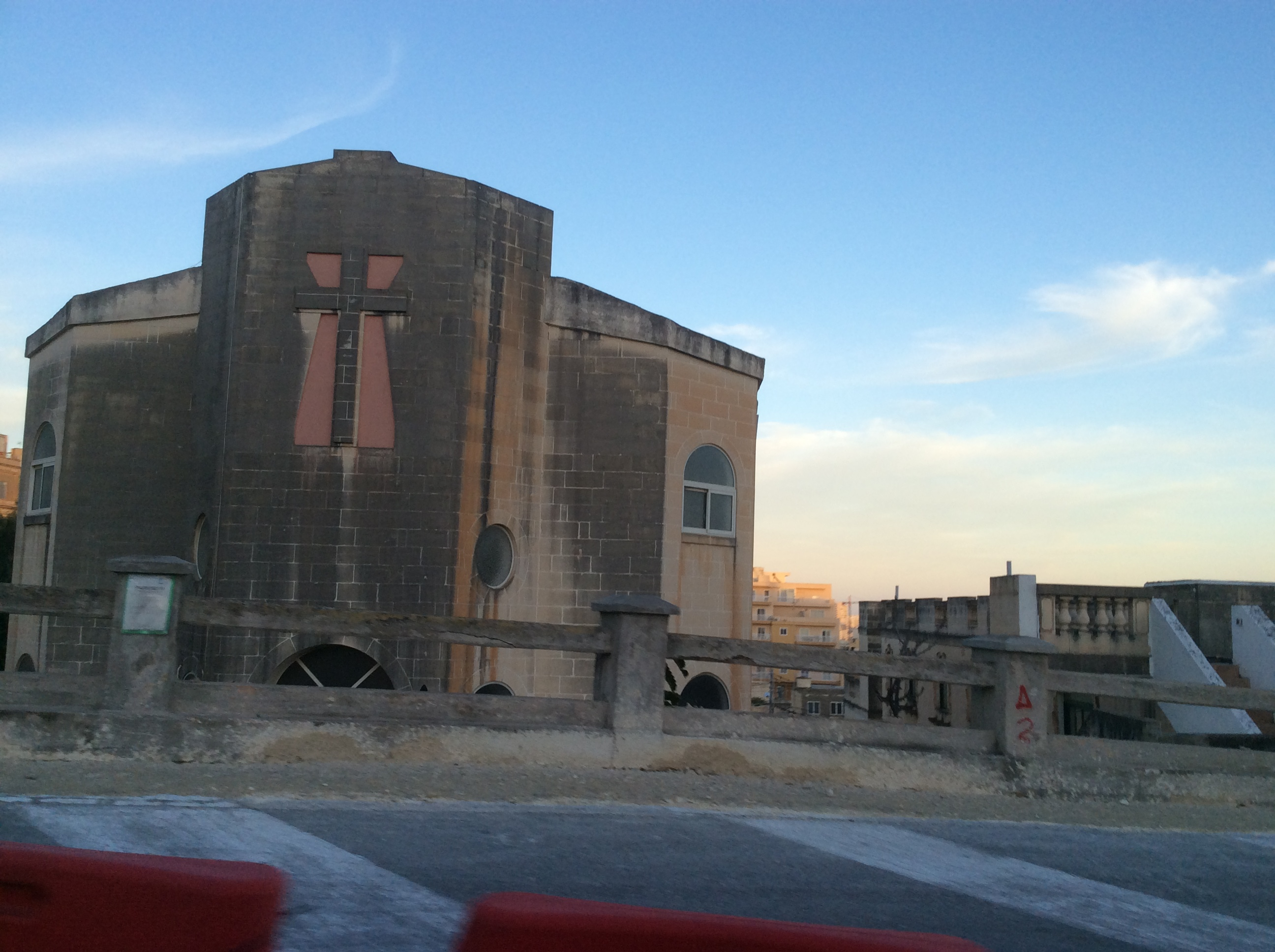
Kirche der Bible-Baptist-Gemeinde in Gżira

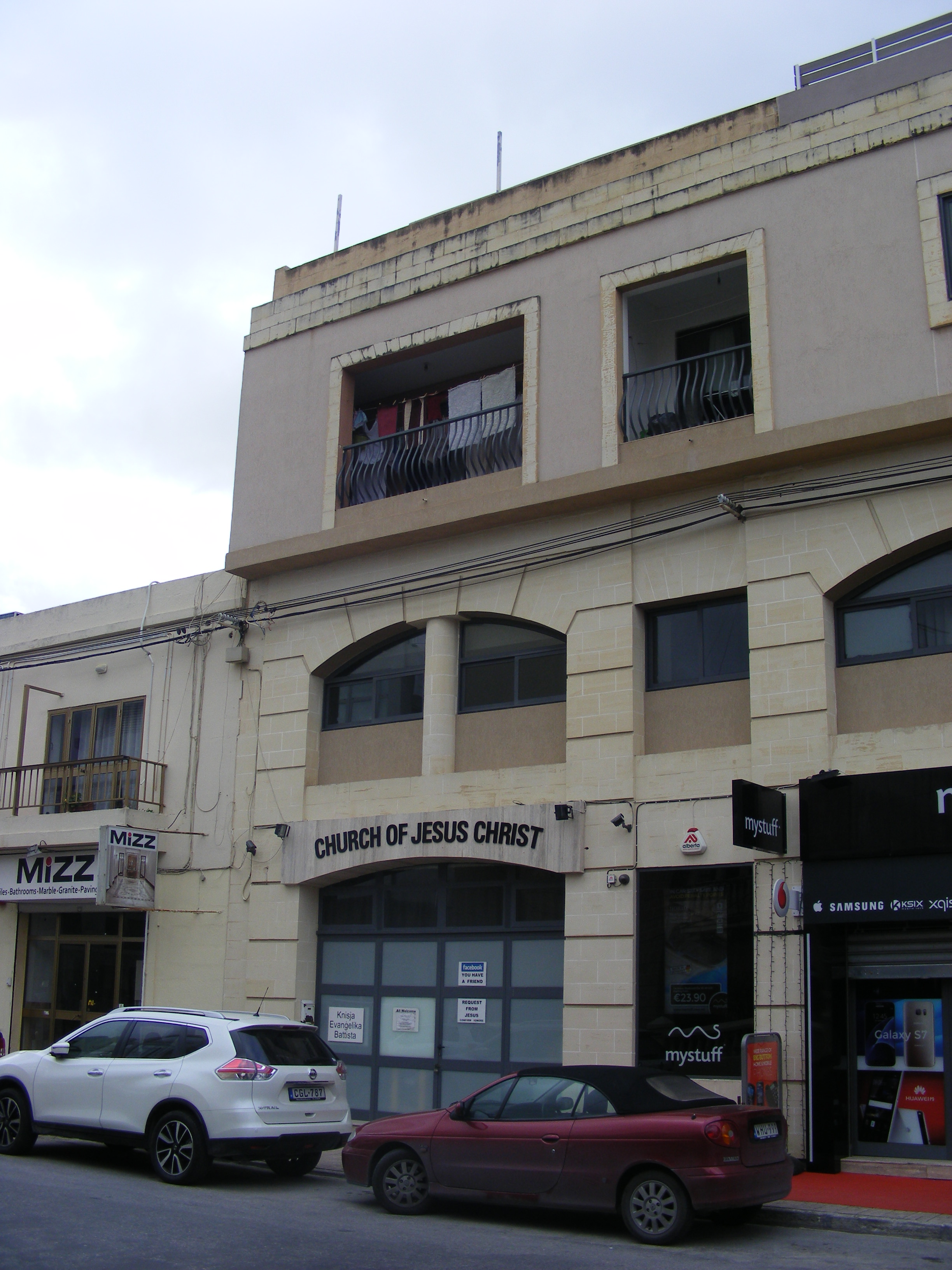
Kirche der Evangelical Baptist Church in Mosta

Baptisten auf Malta gibt es seit den 1970er Jahren. Heute sind im Inselstaat drei Baptistengemeinden vertreten. Zwei Gemeinden bilden die Evangelical Baptist Church of Malta (maltesisch: Knisja Evangelika Battista). Die Bible Baptist Church Malta verfügt über eine Gemeinde in Gżira.

## Geschichte
Ende der 1970er Jahre gründete das maltesische Ehepaar Edwin und Sylvia Caruana einen christlichen Hauskreis. Die beiden hatten sich 1971 als Jugendliche von einem norwegischen Christen insgeheim taufen lassen. Nach ihrer Eheschließung überlegten sie zunächst, aus Malta zu emigrieren. Hauptgrund dafür waren die Schwierigkeiten, mit denen sie als protestantische Christen in dem stark römisch-katholisch geprägten Staat ständig konfrontiert wurden. Schließlich entschieden sie sich dennoch für den Verbleib im Inselstaat. Zunächst bestand die kleine Hausgemeinde aus sechs Mitgliedern. Ein erstes Wachstum bahnte sich an, als Edwin Caruana begann, in der maltesischen Sprache zu predigen. Ab 1983 durften sie Räumlichkeiten in einem Kirchengebäude nutzen, das protestantischen Ausländern als Gotteshaus dient. 1986 erhielt Edwin Caruana seine Ordination als baptistischer Geistlicher. Seit 1989 ist die Evangelical Baptist Church (maltesisch: Knisja Evangelika Battista/KEB) staatlich anerkannt. Vermittelnd tätig war dabei der Baptistische Weltbund. Die KEB gründete 1991 eine Zweiggemeinde in Zejtun.
Eine weitere baptistische Gemeindearbeit auf Malta entstand im März 1985. Ihre Begründer waren das maltesisch-amerikanische Missionarsehepaar Josef und Jenny Mifsud, die als sogenannte churchplanter auf die Mittelmeerinsel gekommen waren. Nachdem man zunächst in angemieteten Räumen Gottesdienste und Gemeindeveranstaltungen durchführte, ergab sich 1993 die Möglichkeit, mit der Hilfe amerikanischer Baptistengemeinden ein Grundstück in Gżira zu erwerben. In nur neunmonatiger Bauzeit wurde – zum Teil in Eigenleistung – darauf ein Kirchengebäude erstellt. Die Einweihung fand am 14. April 1994 statt.
Da es in der überwiegend römisch-katholischen Bevölkerung zum Teil erhebliche Widerstände gegen den Protestantismus gibt, geschieht auch die Arbeit der beiden Baptistengemeinden unter schwierigen Verhältnissen.

## Theologische Ausrichtung
Die Bible Baptist Church Malta ist eine betont evangelikale Gemeinde. Sie bekennt sich zur Verbalinspiration der Heiligen Schrift, was deren Urtexte angeht. Ansonsten ist ihre Lehre und Verkündigung christozentrisch ausgerichtet. Die Evangelical Baptist Church ist ebenfalls christozentrisch, in ihrem Schriftverständnis aber liberaler als ihre Schwesterkirche.
Ihren eigentlichen Schwerpunkt sehen beide Baptistengemeinden in der Evangelisation ihres Landes.

## Organisation und Statistik
Die Leitung der beiden Gemeinden, zu denen insgesamt ungefähr  130 getaufte Mitglieder (ohne Kinder, Familienangehörige und Freunde) gehören, liegt jeweils in den Händen des Pastors sowie der gewählten Ältesten und Diakone. Die Gemeindeversammlung beschließt über alle wesentlichen Fragen.
Beide Gemeinden pflegt eine Reihe von internationalen Kontakten – u. a. zu Baptisten in den USA, in Großbritannien, den Niederlanden und Deutschland. Während die Bible Baptist Church zur Europäisch-Baptistischen Föderation (EBF) eine lockere, aber freundschaftliche Verbindung pflegt, ist die Evangelical Baptist Church of Malta eine ihrer Mitgliedskirchen.